# Alberto Byington Jr.
Alberto Jackson Byington Jr. (São Paulo, 18 de maio de 1902 – Rio de Janeiro, 17 de dezembro de 1964) foi um atleta, cineasta e empresário brasileiro.

## Biografia
Filho do engenheiro e empresário Albert Jackson Byington e da ativista social Pérola Byington, Alberto dividia seu tempo entre o Brasil e os Estados Unidos. Frequentou a Universidade de Harvard por três anos, graduando-se em 1924 em História e Literatura Ibérica. Jogou futebol americano na universidade e também foi selecionado para representar o Brasil nos Jogos Olímpicos de Verão de 1924, competindo nos 110 metros com barreiras masculino.
Byington tornou-se um notável empreendedor, seguindo os passos de seu pai, que investiu nas primeiras redes elétricas no país. Através da empresa Byington & Cia, atuou no ramo de radiodifusão, fundando a Rádio Cruzeiro do Sul; de gravação, lançando em 1929 a Columbia no Brasil e desvinculando-se desta última em 1943 para lançar seu próprio selo, a Continental; do cinema, das máquinas de escrever e na importação de equipamentos elétricos. Em 1931, lançou Coisas Nossas, o primeiro filme sonoro do país. Produziu mais de uma dúzia de filmes entre 1925 e 1944.
Ele se destacou como um defensor ferrenho da livre iniciativa e da democracia. Nos últimos anos frequentou a Universidade de São Paulo e se formou em Ciências Jurídicas e Sociais; lutou em ações coletivas contra os presidentes Getúlio Vargas e João Goulart. Byington faleceu em 17 de dezembro de 1964 no Rio de Janeiro.